# Jeanvoinea annulipes
Jeanvoinea annulipes là một loài bọ cánh cứng trong họ Cerambycidae.